# Espace paracompact
Un espace topologique est dit paracompact s'il est séparé et si tout recouvrement ouvert admet un raffinement (ouvert) localement fini. Cette définition a été introduite par le mathématicien français Jean Dieudonné en 1944. On rappelle qu'un recouvrement (Xi) d'un espace topologique X est dit localement fini si tout point de X possède un voisinage disjoint de presque tous les Xi, c.-à-d. de tous sauf pour un ensemble fini d'indices i.
Pour un espace topologique localement compact et localement connexe (par exemple une variété topologique de dimension finie), la paracompacité signifie que chaque composante connexe est σ-compacte.

## Propriétés
Tout sous-espace fermé d'un espace paracompact est paracompact.
Tout espace paracompact est collectivement normal. La réciproque est fausse (cf. « Premier ordinal non dénombrable »).
Un espace T1 est paracompact si et seulement si à tout recouvrement ouvert est subordonnée une partition de l'unité. De plus, celle-ci peut alors être choisie localement finie.
Tout produit d'un paracompact par un compact (ou plus généralement : par un espace régulier σ-compact) est paracompact, mais un produit de deux espaces paracompacts quelconques n'est pas toujours paracompact, ni même normal (voir Droite de Sorgenfrey et Plan de Sorgenfrey, ou Droite de Michael).

## Exemples
Tout compact (ou plus généralement : tout espace de Lindelöf régulier et a fortiori tout espace à base dénombrable régulier) est paracompact.
Tout CW-complexe est paracompact.
Le théorème de métrisabilité de Smirnov affirme qu'un espace est métrisable si et seulement s'il est paracompact (donc séparé) et localement métrisable. En particulier, tout espace métrisable est paracompact (théorème de A. H. Stone,,) et toute variété topologique paracompacte (même sans base dénombrable) est métrisable.

## Variantes
Un espace T1 est :
- métacompact (en) si tout recouvrement ouvert admet un raffinement ouvert (Xi) ponctuellement fini, c'est-à-dire tel que tout point n'appartienne qu'à un nombre fini des Xi ;
- orthocompact (en) si tout recouvrement ouvert admet un raffinement ouvert (Xi) tel que pour tout point x, l'intersection des Xi qui contiennent x soit ouvert ;
- « fully normal » si tout recouvrement ouvert admet un raffinement ouvert (Xi) étoilé (en), c'est-à-dire tel que pour tout point x, la réunion des Xi contenant x soit incluse dans l'un des ouverts du recouvrement initial.

On peut ajouter l'adverbe « dénombrablement » à chacun de ces trois adjectifs, pour limiter la condition aux recouvrements ouverts au plus dénombrables.
Tout espace paracompact (ce qui équivaut à : séparé et « fully normal ») est métacompact et tout espace métacompact est orthocompact.